# Им Хоу
Им Хоу (англ. Yim Ho, кит. упр. 嚴浩; род. 1 января 1952, Гонконг) — гонконгский режиссёр, один из представителей Гонконгской новой волны.

## Биография
Им Хоу начал свою карьеру с создания телевизионных программ для RTHK, в 1980 году стал кинорежиссером.
Одной из самых высокооценённых работ со стороны зрителей и критиков стала его картина «Возвращение домой» (1984). Фильм завоевал 4 награды Гонконгской кинопремии: «Лучший фильм», «Лучший режиссёр», «Лучший сценарий» и «Лучшая женская роль».
В 1990 году выходит его картина «Клубится багровая пыль », где снялись такие звёзды, как Бриджит Линь и Мэгги Чун. Фильм был номинирован на 7 номинаций Гонконгской кинопремии и получил 10 номинаций Золотая лошадь, в 8 из которых одержал победу. В том числе свою первую статуэтку завоевал Им Хоу в качестве режиссёра.
В 1996 Им Хоу завоевал «Серебряного медведя» на Берлинском кинофестивале за работу над фильмом «У солнца есть уши».

## Личная жизнь
Сын Линк Им — актер, музыкант и режиссер, сыгравший главную роль в фильме Хо «Мгновение на западном озере» 2005 года и написавший оригинальный саундтрек к нему.

### Режиссёрские работы
- 2012: Плавающий город (Fu sing)
- 2005: Мгновение на западном озере (Yuan yang hu die)
- 2001: Участь женщины (Pavilion of Women)
- 1997: Кухня (Wo ai chu fang)
- 1995: У солнца есть уши (Taiyang you er)
- 1994: День, когда остыло Солнце (Tian guo ni zi)
- 1991: Король шахмат (Qi wang)
- 1990: Клубится багровая пыль (Gun gun hong chen)
- 1987: Замок Будды (Tian pu sa)
- 1984: Возвращение домой (Si shui liu nian)